# Danny Lloyd
Danny Edward Lloyd (Chicago, 1 januari 1973) is een Amerikaans acteur die enige bekendheid verwierf als kindster in de film The Shining uit 1980. 
Lloyd werd op zesjarige leeftijd geselecteerd voor de rol van Danny Torrance in Stanley Kubricks horrorfilm The Shining met name omdat hij, voor een jongen van zijn leeftijd, zich goed kon concentreren op de verschillende aspecten van het acteren. Vanwege zijn leeftijd werd Danny nauwlettend in de gaten gehouden door regisseur Stanley Kubrick en hoofdrolspeler Jack Nicholson. Danny wist bijvoorbeeld niet dat het om een horrorfilm ging; daar kwam hij pas jaren later achter. Ondanks de relatieve bekendheid die Lloyd verwierf en zijn bekende tekst "Redrum! Redrum!", begeerde hij geen carrière in de filmindustrie.
Danny Lloyd acteerde nog eenmaal: hij vertolkte de rol van Liddy in de televisiefilm Will: The Autobiography of G. Gordon Liddy uit 1982. Er doen verschillende verhalen de ronde over Lloyds verdere loopbaan. Zo zou hij natuurkundeleraar zijn geworden in het plaatsje Morton in de Amerikaanse staat Illinois. Anderen betogen echter dat hij medewerker is van een supermarkt te Pekin, ook in Illinois. Lloyd is een biologiedocent op dit moment.

## Filmografie
- The Shining - Danny Torrance (1980)
- Making "The Shining" - Zichzelf (1980, documentaire)
- Will: The Autobiography of G. Gordon Liddy - Jonge Liddy (1982) (tv-film)
- Filmworker - Zichzelf (2017, documentaire)
- Doctor Sleep - toeschouwer bij een  honkbalwedstrijd (2019)

- Biblioteca Nacional de España: XX4609560
- Gemeinsame Normdatei: 1139729713
- International Standard Name Identifier: 0000 0000 9111 7757
- Library of Congress Control Number: no00097264
- Nationale Bibliotheek van Tsjechië: xx0182289
- Nationale Bibliotheek van Israël: 987007314815905171
- Nederlandse Thesaurus van Auteursnamen: 073145238
- Système universitaire de documentation: 052194787
- Virtual International Authority File: 56165031
- WorldCat: E39PBJjt7fP6bh9fp6MRRtMkjC